# 水本成美
水本 成美（みずもと なるみ、1831年6月24日（天保2年5月15日）- 1884年（明治17年）7月28日）は、幕末から明治期の薩摩藩士、律令学者、法制官僚。元老院議官。位階および勲等は正四位・勲三等。字・君之、号・樹堂、通称・保太郎。明治初期法曹界の卓越した律令学者であり復古的法学派の総帥。

## 経歴
江戸二本榎で生まれる。西島蘭渓、松崎慊堂から指導を受け、さらに昌平坂学問所で学ぶ。文久3年（1863年）薩摩藩から招聘され、慶応3年（1867年）夏に鹿児島に移り、重野安繹、今藤君容らと藩律改修に取り組む。
明治維新後、新政府に出仕し明治元年9月25日（1868年11月9日）徴士・議政官史官となり、同年10月25日（12月8日）明律取調を命ぜられた。その後東京に移り、明治2年1月19日（1869年3月1日）昌平学校教授に就任。以後、昌平学校一等教授、大学校一等教授、大学大博士、刑部大判事などを歴任。
明治2年3月20日（1869年5月1日）刑律取調を命ぜられ、村田保、鶴田皓、長野文炳、邨岡良弼等の補佐を受け、新律綱領を編纂した。
1876年4月8日、元老院議官に就任。訴訟法取調委員、民法編纂委員、海上裁判所訴訟規則審査委員、海上裁判所聴訟規則審査委員を務め、1881年10月31日、参事院議官となる。参事院では法制部長となり、諸法律の調査立案を担当した。

## 栄典
- 1884年（明治17年）7月28日 - 正四位[7]

## 著作
- 重野安繹、水本成美、岡千仞同撰 『禺于日録』 岡千仞、1882年5月
- 水本成美著 『武家職官考』 青山清吉、1889年7月（上下巻）
- 「学制更革議」（邨岡良弼編輯 『如蘭社話 巻三十九』 如蘭社事務所、1910年11月）

## 関連文献
- 重野安繹 「参事院議官水本君墓碑銘」（村岡良弼、渋谷啓蔵編輯 『如蘭社話 巻十』 如蘭社事務所、1889年3月）
  - 前掲 『武家職官考』
  - 高橋二郎編輯 『昌平大学同窓名簿』 村岡良弼、1892年5月
  - 重野安繹著 『成斎先生遺稿 巻六、七』 重野紹一郎、1926年6月
- 村岡良弼 「水本樹堂先生行実」（栗田文庫所収）
- 大久保利謙 「水本成美」（『伝記』第7巻第8・9号、伝記学会、1940年8月）